# Kazlų Rūda
Kazlų Rūda est une ville située dans l’apskritis de Marijampolė au sud-ouest de la Lituanie.

## Démographie
En 2005 sa population était d’environ 7 300 habitants.